# Hermann Balck
Hermann Balck (Danzig, 7 de Dezembro de 1893 – Asperg,  29 de Novembro de 1982) foi um general da Alemanha.

## Biografia
Hermann Balck procedia de uma família militar. O seu avô pertencera à King's German Legion ao serviço britânico. O seu pai era um teórico militar que combateu na Primeira Guerra Mundial enquanto general de divisão. O jovem Balck entrou para o Exército em 1913 e serviu como oficial em várias unidades. Foi ferido em combate sete vezes e indicado para receber a máxima condecoração alemã, a Pour le Mérite, mas a guerra terminou antes de a receber.
Durante o período entre-guerras Balck continuou a sua carreira militar numa unidade de cavalaria, recusando convites para integrar o estado maior alemão. No início da Segunda Guerra Mundial comandou o 1º regimento de infantaria mecanizada e teve uma ascensão muito rápida: promovido para coronel em 1 de Julho de 1940, tornou-se major-general em 1 de Agosto de 1942, tenente-general a 21 de Janeiro de 1943 e General der Panzertruppe a 12 de Novembro daquele mesmo ano.
Durante este período, assumiu vários comandos importantes: o 3º Regimento Panzer (15 de Dezembro de 1940), a 2ª Brigada Panzer (15 de Maio de 1941). A 1 de Novembro de 1941 substituiu Heinz Guderian como Inspetor Geral das Tropas Blindadas mas pediu para ser colocado num posto de combate. Liderou a 11ª Divisão Panzer a partir de 16 de Maio de 1942. Foi neste comando que mais se distinguiu sobretudo, numa série de batalhas nas margens do rio Chir derrotou os dois corpos blindados que constituíam o 5º Exército Blindado russo. No último dia à frente da unidade, a 11ª Divisão Panzer destruiu o seu milésimo blindado desde que Balck assumira comando. Liderou ainda a Divisão de Infantaria Motorizada "Grossdeutschland" (3 de Abril de 1943) e o XIV Corpo Panzer (2 de Setembro de 1943), o XXXX Corpo Panzer e o XXXXVIII Corpo Panzer (12 e 15 de Novembro de 1943). Comandou o 4º Exército Panzer (5 de Agosto de 1944), assumiu o comando do Grupo de Exércitos G (21 de Setembro de 1944) e em seguida o 6º Exército (23 de Dezembro de 1944) e o 2º Exército Hungaro (23 de Dezembro de 1944).
Rendeu-se ao general McBride, comandante do XX Corpo americano, a 8 de Maio de 1945 e foi libertado em 1947. Pouco depois de ser solto, foi sentenciado a três anos de prisão por ter executado um oficial de artilharia do Grupo de Exército G por se ter apresentado bêbado ao serviço. Em 1948, para sustentar a sua família, trabalhou num armazém. Nas décadas que se seguiram à guerra, optou por não participar nos encontros de debriefing com as altas patentes americanos. Só venceu esta relutância na década de 1970. Faleceu em Asperg em 29 de Novembro de 1982.

## Sumário da carreira

### Condecorações
- Cruz de Ferro (1914)
  - 2ª classe (15 de outubro de 1914)[2]
  - 1ª classe (26 de novembro de 1914)[2]
- Cavaleiro da Ordem da Casa de Hohenzollern com Espadas (3 de dezembro de 1917)[3]
- Ordem do Mérito Militar da Baviera
  - 4ª classe com Espadas (15 de novembro de 1914)[3]
- Cruz do Mérito Militar da Áustria-Hungria
  - 3ª classe (28 de fevereiro de 1916)[3]
- Ordem Militar por Bravura da Bulgária
  - 3ª classe, 1º estágio coim Espadas (2 de dezembro de 1941)[3]
- Distintivo de Ferido (1918)
  - em Ouro (10 de maio de 1918)[3]
- Broche da Cruz de Ferro (1939)
  - 2ª classe (12 de maio de 1940)[2]
  - 1ª classe (13 de maio de 1940)[2]
- Distintivo Panzer em Bronze (15 de outubro de 1940)
- Cruz de Cavaleiro da Cruz de Ferro (3 de junho de 1940) como Oberstleutnant e comandante do 1.º Regimento de Fuzileiros[4]
  - 155ª Folhas de Carvalho (20 de dezembro de 1942) como Generalmajor e comandante da 11.ª Divisão Panzer[4]
  - 25ª Espadas (4 de março de 1943) como Generalleutnant e comandante da 11.ª Divisão Panzer[4]
  - 19º Diamantes (31 de agosto de 1944) como General der Panzertruppe e comandante interino do 4.º Exército Panzer[4]

### Promoções
- 1 de junho de 1935 – Major[3]
- 1 de fevereiro de 1938 – Oberstleutnant (tenente-coronel)[3]
- 1 de agosto de 1940 – Oberst (coronel)[3]
- 15 de julho de 1942 – Generalmajor (major-general)[3]
- 21 de janeiro de 1943 – Generalleutnant (tenente-general)[5]
- 12 de novembro de 1943 – General der Panzertruppe (general dos corpos blindados)[5]